# Jardí botànic Jean Massart
El Jardí botànic experimental Jean Massart (en neerlandès: Plantentuin Jean Massart) es troba a Brussel·les, municipi d'Auderghem, prop de l'Abbaye du Rouge-Cloître del que n'ocupa cinc hectàrees de les antigues terres agrícoles. Les seves col·leccions exposen prop de 2000 espècies.
Batejat amb el nom del  botànic belga Jean Massart que el va crear el 1922, forma part dels museus de la Universitat Lliure de Brussel·les.
Espai amb vocació múltiple, és a la vegada:
- Un jardí botànic experimental: centre d'investigació, conté laboratoris de genètica, d'ecologia vegetal i de  morfologia i un centre climàtic.
- Un espai didàctic i de documentació ecològica: les col·leccions a l'aire lliure aporten el material didàctic per als futurs biòlegs, agrònoms i farmacèutics de l'ULB. Serveixen igualment per a la informació a disposició del públic i de les escoles per a qui s'organitzen les visites guiades i els cursets i animacions per a infants. També es fan diferents publicacions.
- Un museu vivent, lloc de conservació d'espècies vegetals: permet descobrir i preservar certes varietats vegetals amenaçades.
- Un parc paisatgista i una reserva natural oberts al públic: és també un indret de passeig agradable condicionat amb una preocupació estètica evident.

Comprèn diverses seccions:
- Un arborètum que conté espècies indígenes i exòtiques.
- Un hort i les seves varietats fruiteres antigues.
- Un jardí de  plantes medicinals  aromàtiques o  tòxiques
- Un jardí de les plantes conreades classificades en funció de la seva utilització per l'home.
- Un jardí evolutiu que presenta més de 600 tipus de plantes i flors introduïdes o indígenes, que són concentrades per espècies agrupades seguint les grans línies de l'evolució de les  plantes de flors, dels tipus primitius als tipus més evolucionats.
- Una zona humida, reserva natural que conté fonts i basses relacionades amb els estanys del veí Rouge-Cloître.

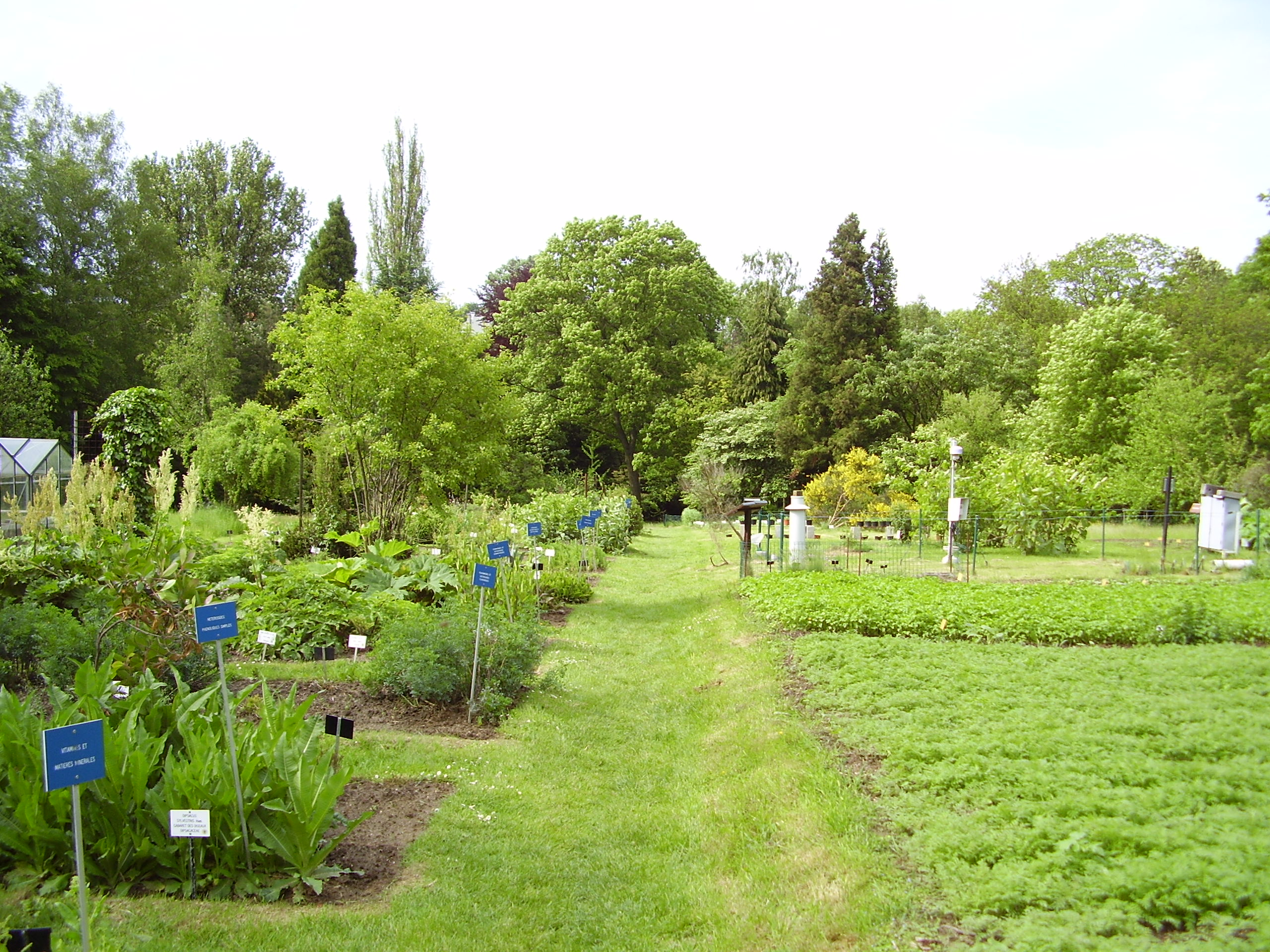
Jardí de les plantes conreades

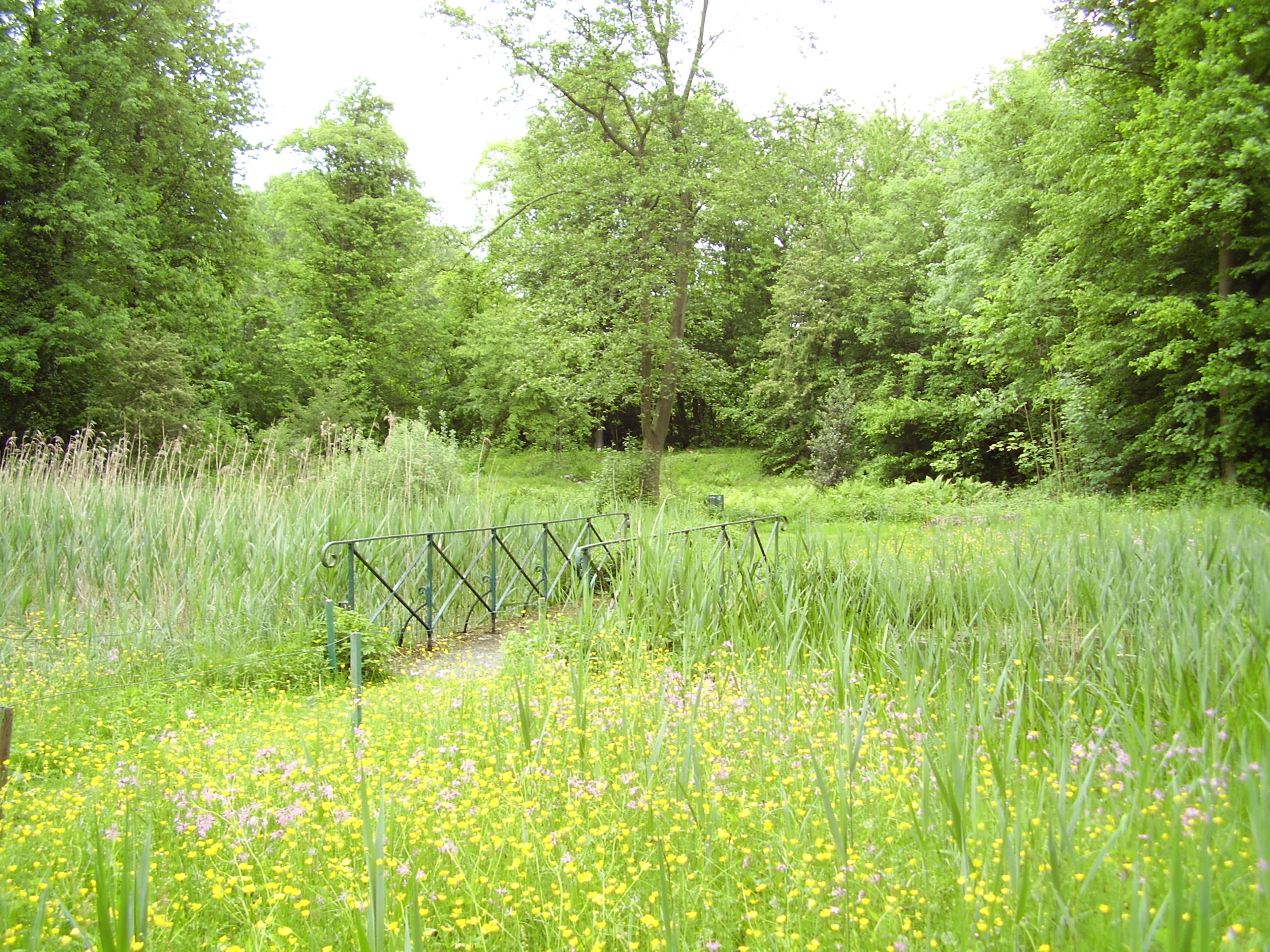
Zona humida